# 長圓寺 (京都市)
長圓寺（ちょうえんじ）は、京都市下京区にある浄土宗の寺院。山号は延命山。本尊は阿弥陀三尊。観音堂（本尊・聖観音）は洛陽三十三所観音霊場第24番札所。

## 歴史

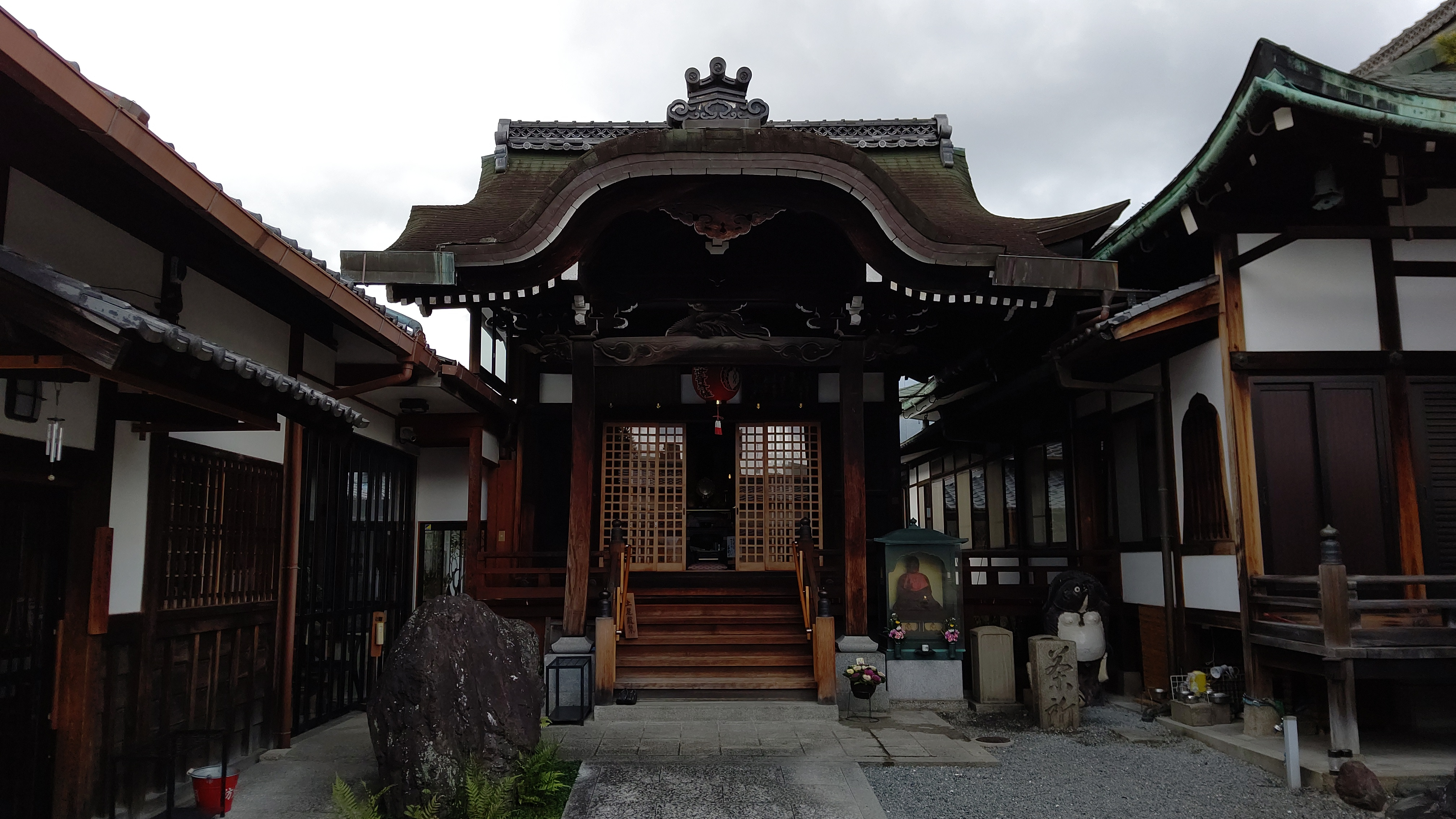
観音堂

一条天皇（寛和2年（986年） - 寛弘8年（1011年））の頃、平安京で疱瘡が流行して多くの人が亡くなった。それに心を痛めた大納言藤原親衡が天禄3年（972年）に恵心僧都源信に聖観音像を彫らせ、それを宮中に祀って祈祷を行ったところ、疱瘡はようやくおさまった。
天正15年（1587年）に三河国から上洛してきた浄土宗の大誉上人浄阿清巌が清水寺の観音像の霊告によって、かつて疱瘡をおさめたという霊験あらたかな聖観音像が比叡山延暦寺にあることを知り、それを譲り受けて現在地に観音堂を建てて祀った。
慶長13年（1608年）、清巌に帰依をしていた江戸幕府京都所司代の板倉勝重がこの観音堂に土地を寄進し、慈覚大師円仁が彫り上げた阿弥陀三尊像をも寄進した。それを受け、それらを祀る本堂や庫裏などが整備されていき、勝重の死後、院号を長圓院としたことから寺名を長圓寺とした。
天明8年（1788年）の天明の大火で伽藍が焼け落ちるが、阿弥陀三尊像と聖観音像は無事であり、間もなく第15世瑞誉が再興させる。
長圓寺は明治維新や廃仏毀釈の混乱をなんとか切り抜けたが、1931年（昭和6年）に火災にあい、阿弥陀三尊像と聖観音像、観音堂、山門以外を失った。しかし、翌1932年（昭和7年）には早くも再建された。

## 境内
- 本堂 - 1932年（昭和7年）再建。
- 観音堂 - 洛陽三十三所観音霊場第24番札所。
- 庫裏
- 山門

## 前後の札所
洛陽三十三所観音霊場
23 教王護国寺　-　24 長圓寺　-　25 泉涌寺塔頭法音院

## 住所
- 京都市下京区松原通大宮西入中堂寺西寺町33

- 京都市営バス市バス大宮松原バス停から徒歩約5分
- 京都市営バス五条壬生川バス停から徒歩約7分
- JR西日本丹波口駅から徒歩約10分